# Eemstraat 18
Eemstraat 18 is een gemeentelijk monument in Soest in de provincie Utrecht.
Het vrijstaande huis uit 1906 was een daggelderswoning van de achterliggende boerderij 't Klooster. In 2005 werd het huis bijna verdubbeld door de aanbouw aan de rechterzijde. In deze zijde bevindt zich ook de toegangsdeur. Het huis heeft een mansarde dak en staat met de nok haaks op de Eemstraat.